# Port lotniczy Torsby
Port lotniczy Torsby (IATA: TYF, ICAO: ESST) – regionalny port lotniczy położony w Torsby, w Szwecji.

## Linie lotnicze i połączenia
| Linia lotnicza | Kierunek                        |
| -------------- | ------------------------------- |
| Jonair         | 1. Hagfors 2. Sztokholm-Arlanda |